# Левенворт (Канзас)
Левенворт (енгл. Leavenworth) град је у америчкој савезној држави Канзас.

## Демографија
По попису из 2010. године број становника је 35.251, што је 169 (-0,5%) становника мање него 2000. године.
| Група             | 2000.          | 2010.          |
| Белци             | 26.230 (74,1%) | 24.872 (70,6%) |
| Афроамериканци    | 5.781 (16,3%)  | 5.338 (15,1%)  |
| Азијати           | 523 (1,5%)     | 622 (1,8%)     |
| Хиспаноамериканци | 1.800 (5,1%)   | 2.867 (8,1%)   |
| Укупно            | 35.420         | 35.251         |